# Соловьёвка (Абанский район)
Соловьёвка — упразднённая деревня в Абанском районе Красноярского края России. На момент упразднения входила в состав Самойловского сельсовета. Упразднена в 2001 году.

## География
Располагалась в восточной части Красноярского края, на левом берегу реки Мана (приток реки Абан), на расстоянии приблизительно 12 километров (по прямой) к северо-западу от села Самойловка.

## История
По данным на 1926 год деревня состояла из 80 хозяйств, имелась школа 1-й ступени. В административном отношении являлась центром Соловьёвского сельсовета Абанского района Канского округа Сибирского края.

## Население
По данным переписи 1926 года в деревне проживало 410 человек (208 мужчин и 202 женщины), основное население — русские.